# Безумная и прекрасная
«Безумная и прекрасная» (англ. Crazy/Beautiful) — американский художественный полнометражный фильм 2001 года. Фильм также известен под названиями «Безумная и прекрасный» и «Сумасшедшая и красивый».

## Сюжет
Действие картины разворачивается в Лос-Анджелесе. В условиях современного американского общества, происходит знакомство двух молодых людей. Главная героиня представительница американской элиты, живущая в роскоши и простодушно относящаяся к жизни, её возлюбленный рожден в семье мексиканских эмигрантов. На фоне разгорающегося чувства молодые люди пересматривают своё отношение к жизни, к обществу, к моральным ценностям.

## В ролях
- Кирстен Данст — Николь Окли
- Джей Эрнандес — Карлос Нуньес
- Брюс Дэвисон — Том Окли
- Люсинда Дженни — Кортни Окли
- Тэрин Мэннинг — Мэдди

## Восприятие
Rotten Tomatoes дал фильму оценку 63 % на основе 99 рецензий. Критический консенсус гласит: «История не нова, но фильм заслуживает похвалы за попытку отойти от штампов жанра. Кирстен Данст и новичок Джей Эрнандес играют весьма правдоподобно».
По мнению ряда экспертов, именно эта роль позволила Данст впервые продемонстрировать себя в качестве серьёзной драматической актрисы. Роджер Эберт оценил фильм на три балла из 4-х. В своей рецензии он отмечал игру ведущих исполнителей, а также то, что перед нами действительно живые персонажи, а не объекты киноисследования. Обозреватель NY Times А. О. Скотт похвалил ведущих актёров и саундтрек к фильму, но раскритиковал написание других персонажей в сценарии как плоское и поверхностное.